# Feng Baiju
Feng Baiju (Hainan, 7 giugno 1903 – Pechino, 19 luglio 1973) è stato un militare, guerrigliero e politico cinese, esponente del Partito Comunista Cinese.
Feng fu il comandante della Colonna indipendente di Hainan, una unità di guerriglieri comunisti cinesi che operò sull'isola dagli anni '20 fino agli anni '40. Feng combatté contro le forze del Kuomintang e dal 1939 al 1945 contro i giapponesi durante l'occupazione dell'isola. Dopo la fine della seconda guerra sino-giapponese e la ripresa della guerra civile cinese Feng ricominciò la guerriglia contro i nazionalisti ed ebbe un ruolo importante nell'operazione di sbarco sull'isola di Hainan nella primavera del 1950 da parte delle forze dell'Esercito Popolare di Liberazione continentale, a cui aderirono le forze di Feng. Il governo della nuova Repubblica Popolare Cinese inizialmente consentì a Feng di amministrare l'isola, ma negli anni '50 a causa delle Campagne anti-localismo venne allontanato dal potere isolano. Feng dovette affrontare un altro periodo critico negli anni '60, a causa della sessione di lotta durante la grande Rivoluzione culturale. Morì a Pechino nel 1973.
Ad oggi Feng è ricordato come uno degli eroi locali di Hainan.